# Cascata de Penedos Altos
A Cascata de Penedos Altos é uma queda de água (cascata) formada em tufos calcários existentes num afluente da ribeira das Mercês em Penedos Altos, perto de Querença no Município de Loulé, no Algarve, Portugal. Tufo calcário é um tipo de rocha formada em águas de origem cársica que após perderem dióxido de carbono ficam sobressaturadas em carbonato de cálcio que se acumula no fundo de cursos de água, em cascatas, lagos ou qualquer outro ambiente aquático.